# 柱穗灯草属
柱穗灯草属（学名：Dielsia）是帚灯草科的一属。

## 下属物种
本属包括以下物种：
- 狭穗灯草 Dielsia stenostachya (W.Fitzg.) B.G.Briggs & L.A.S.Johnson